# Гіресун (провінція)
Гіресу́н (тур. Giresun) — провінція в Туреччині, розташована в Чорноморському регіоні. Столиця — Гіресун.

## Адміністративний поділ
Провінція Гіресун поділяється на 16 районів
| Туреччина | Це незавершена стаття з географії Туреччини. Ви можете допомогти проєкту, виправивши або дописавши її. |